# シカゴ (2002年の映画)
『シカゴ』（Chicago）は、2002年にアメリカで公開されたミュージカル映画。ブロードウェイの伝説的振付師・演出家、ボブ・フォッシーによるトニー賞受賞作『シカゴ』を映像化した作品である。

## 概要
監督はロブ・マーシャルで脚本はビル・コンドン。メインキャストはレニー・ゼルウィガー、リチャード・ギア、キャサリン・ゼタ＝ジョーンズ。製作はミラマックス。第60回ゴールデングローブ賞では作品賞(ミュージカル・コメディ部門)・主演男優賞(ミュージカル・コメディ部門)・主演女優賞(ミュージカル・コメディ部門)の3部門を受賞し、第75回アカデミー賞でも作品賞・助演女優賞を始めとした6部門を受賞した。
1920年代のシカゴを舞台に、スターを夢見ながらも、事件を起こし刑務所に収容され、争いに巻き込まれる主人公の波乱と、スターダムへと上り詰める様子を描いている。近年のアメリカ映画において、ミュージカル映画はヒット作に恵まれない状況が続いていたが、そのジンクスを覆した作品とも評価されている。
なお、現在もブロードウェイでロングランを続けているミュージカルとは、振付や登場人物に違いがあり、ナンバーも少ない。
キャッチコピーは「この街では、銃弾一発で有名になれる。」

## ストーリー
1924年頃のシカゴで、世間知らずのロキシー・ハートは地元で人気のケリー姉妹の一人であるヴェルマ・ケリーが舞台に立つナイトクラブを訪れる（『All That Jazz 』）。彼女はヴェルマのように人気の踊り子になることをずっと夢見ている。しかしその夜、二人の運命が大きく変わり始める。ロキシーは自分をヴォードヴィルのスターにしてくれると信じるフレッド・ケイスリーと浮気をする。ショー(All that jazz)の前日、ヴェルマは夫と妹がベッドを共にしているのを目撃して殺害。ヴェルマがショーをしている最中に警察がヴェルマを逮捕しにやってくる。その後、夫と妹を殺害した罪で逮捕される。1カ月が経過し、ロキシーがケイスリーにクラブのマネージャーに会わせるよう急かしたため、ケイスリーはコネは彼女と寝るための嘘であると語る。激怒したロキシーは彼を射殺し、夫のエイモスに強盗を殺害したのだと語り、正当防衛で釈放される可能性を考慮し責任を肩代わりするよう説得する。彼は刑事に嘘の自白をすると、ロキシーは彼に捧げる歌を心の中で歌う（『Funny Honey 』）。しかし刑事がロキシーとケイスリーが知り合いで浮気をしていた証拠を見せると、エイモスは真実を話し、ロキシーはやけになって事件を認め、クック郡刑務所に送られる。野心的な地区検事長のハリソンはメディアの前で極刑にするつもりだと語る。
ロキシーが刑務所に到着すると、ロキシーは贈収賄を行なうマトロン"ママ"モートンが牛耳る殺人棟に入れられ（『When You're Good to Mama 』）、ロキシーはヴェルマに会い、この棟の他の女性受刑者がどうして収監されたのかを知る（『Cell Block Tango 』）。彼女はアイドルであるヴェルマと仲良くなろうとするが、ヴェルマは無礼に拒絶する。モートンのアドバイスにより、ロキシーはヴェルマの敏腕弁護士ビリー・フリンに弁護を頼むが（『All I Care About 』）、膨大な弁護費用が払えず、断られてしまう。しかし、酷いことをされたにもかかわらず何とか自分の妻を助けようとする夫のエイモスの情に絆されてか、ビリーはある妙案を思い付く。フリンとロキシーは記者会見でメディアを操作し、ロキシーの身の上を高潔な女性が都市での駆け足の人生により過ちを犯したという新たな作り話にでっち上げる。エイモスは多忙でロキシーはエイモスと家庭を再建したかったが、これに嫉妬したケイスリーと関係を持ってしまったというのだ。ビリーの思惑通りに、メディアはこの話を信じ、悲劇のヒロインに仕立て上げられたロキシーは民衆の人気を得る（『We Both Reached for the Gun 』）。ロキシーは一夜にしてスターとなり（『Roxie 』）、注目されなくなったヴェルマは激高する。ヴェルマはロキシーに、自分が殺害した妹の代わりに共にデュエットを組もうと説得を試みるが（『I Can't Do It Alone 』）、現在ヴェルマより人気のロキシーは、かつてヴェルマにされたのと同様に鼻であしらい、2人はライバル関係となる。
裕福なビジネスマンの娘キティ・バクスターが夫と愛人2人を殺害し逮捕されたため、メディアとフリンもロキシーよりキティに注目するようになる。しかしロキシーは妊娠していると嘘をつき、すぐに名声を復活させヴェルマは驚愕する。しかしメディアはエイモスに気付かず（『Mister Cellophane 』）、フリンはロキシーに同情を集めるため、エイモスに子供の父親は他におり、窮地の最中にロキシーと離婚するようそそのかす。名声はロキシーをつけあがらせ、生意気になったロキシーはフリンが裁判の時に着せようとした地味なドレスを拒絶し、自分自身で無罪を勝ち取れると信じた彼女は彼を解雇する。しかしロキシーは無実と思われる同じ棟のハンガリー人女性殺人犯が絞首刑にかかることを知り、すぐにフリンを再び雇用する。
ロキシーの裁判が始まり、新聞記者でラジオ・パーソナリティのメアリー・サンシャインの感情的な記事が功を奏し、ビリーはメディアをスペクタクルに巻き込む（『Razzle Dazzle 』）。ビリーは証言者たちおよび作り上げられた証拠の信用性を落とし、ロキシーが子供の父親はエイモスだと語ったことにより2人は公衆の面前で和解する。ヴェルマが司法取引で執行停止期間を得るためにママ・モートンから渡されたロキシーの日記を持って現れ、ロキシーに不利な日記を読み上げる。ビリーは検察官がこの日記を作り上げたのではないかとほのめかし、日記の証拠としての信用性を落とす（『A Tap Dance 』）。ロキシーは無罪判決を受けたが、彼女の名声は数秒後に裁判所の目の前で夫を射殺した女性により奪われる。フリンは彼女にこれを受け入れるよう語り、検察官を訴え2人同時に釈放させる目的で自分が日記を改ざんしてママ・モートンに預けたことを明かす。エイモスは忠実にその場に残り、父親になることを喜ぶが、ロキシーは彼を冷たくあしらい、妊娠は嘘だと明かすと彼はとうとう彼女のもとから離れる。
ロキシーはヴォードヴィルの女優となるが、あまりうまくいっていない（『Nowadays 』）。ヴェルマが彼女のもとに現れ、やはり自分もうまくいっていないことをほのめかし、有名になるため2人の殺人者としてヴォードヴィルに登場することを提案する。ロキシーは最初は断るが、お互い恨み続けるよりも共演した方が良いと気付きこれを受け入れる。2人による新しい見事なステージは観客やメディアから愛される（『Nowadays / Hot Honey Rag 』）。ロキシーとヴェルマはフラッシュライトを浴び、熱狂的な観客たちからスタンディング・オベーションを受け、「私たちはあなた方がいなかったらなしえなかったわ」と語る。

## キャスト
| 役名                         | 俳優                           | 日本語吹替 |
| ---------------------------- | ------------------------------ | ---------- |
| ロキシー・ハート             | レネー・ゼルウィガー           | 松本梨香   |
| ヴェルマ・ケリー             | キャサリン・ゼタ＝ジョーンズ   | 深見梨加   |
| ビリー・フリン               | リチャード・ギア               | 津嘉山正種 |
| メイトロン・“ママ”・モートン | クイーン・ラティファ           | 高乃麗     |
| エイモス・ハート             | ジョン・C・ライリー            | 相沢正輝   |
| バンドリーダー               | テイ・ディグス                 | 楠大典     |
| キティー・バクスター         | ルーシー・リュー               | 阿部桐子   |
| メアリー・サンシャイン       | クリスティーン・バランスキー   | 弥永和子   |
| マーティン・ハリソン         | コルム・フィオール             | 金尾哲夫   |
| フレッド・ケイスリー         | ドミニク・ウェスト             | 小山力也   |
| ハニャク                     | エカテリーナ・シェチェルカノワ | 幸田夏穂   |
| ジューン                     | デイドレ・グッドウィン         | 本田貴子   |
| アニー                       | デニーズ・フェイ               | 湯屋敦子   |
| リズ                         | スーザン・マイズナー           | 山像かおり |
| ニッキー                     | チタ・リヴェラ                 |            |
| 陪審長                       | ロッド・キャンベル             | 納谷六朗   |

- 日本語吹替：DVD・Blu-ray収録。セリフのみを吹き替えており、歌は原語版の流用となっている。

日本語吹替演出：市来満
他に機内上映版の吹替も存在する。ソフト収録版同様にセリフのみの吹き替えとなる。

## 製作

### 企画
本作は、1975年に公開された同名のミュージカルを基にしている。このミュージカルはブロードウェイで936回公演されたが、主にそのシニカルなトーンのために観客にあまり受け入れられなかった。この映画化は、オリジナルのミュージカルの演出と振付を担当し、映画版『キャバレー』（1972年）の演出でオスカーを受賞したボブ・フォッシーの次のプロジェクトとなる予定だった。フォッシーはこの作品の完成前に亡くなったが、本作ではフォッシー独特のジャズ振付スタイルが随所に見られ、クレジットにも彼の名前が記されている。1996年に上演されたミニマルなリバイバル・ミュージカルはオリジナル作品よりはるかに成功し、9,562回以上公演され（2019年11月17日現在）、リバイバル・ミュージカル最長記録、ブロードウェイで最も長く上演されたアメリカのミュージカル、ブロードウェイ史上2位のロングラン・ショーという記録を保持している。その大成功によりオリジナル作品への評価が高まり、両作品の影響を取り入れた待望の映画化への関心も再燃した。
オリジナル作品のミュージカルナンバーは、ヴォードヴィルの演目として表現されている。映画ではこれを尊重しつつ、ロキシーというキャラクターの心の中のシーンとしてカットアウェイで表現し、「現実」のシーンはシャープな粒状感で撮影されている。ミュージカル自体は、モウリン・ダラス・ワトキンスが1926年にブロードウェイで上演した戯曲を基にしており、彼女は報道用に取材したシカゴで実際に起きた二つの裁判からインスピレーションを得て、ジャズ・エイジに実在した殺人犯ビューラ・アナン（ロキシー・ハート）とベルヴァ・ガートナー（ベルマ・ケリー）を描いたものだった。ジョージ・アボット演出のこの作品は、フランシン・ラリモアとジュリエット・クロスビーが主演し、ミュージック・ボックス・シアターで172回上演され、1年と経たずに映画化され（en:Chicago (1927 film)）、ガートナー自身もカメオ出演している。本作は、米国のミラマックスとプロデューサーズ・サークルが、ドイツのカリス・プロダクションズと共同で製作した。

### キャスティング
ジョン・トラボルタが弁護士役でオファーがきたが断ったといわれる。トラボルタはこのことを後悔したという。

## 評価
レビュー・アグリゲーターのRotten Tomatoesでは259件のレビューで支持率は86%、平均点は8.00/10となった。Metacriticでは39件のレビューを基に加重平均値が81/100となった。

## 主な賞歴
- 第75回アカデミー賞
  - 受賞：作品賞、助演女優賞、美術賞、衣装デザイン賞、音響賞、編集賞
  - ノミネート：主演女優賞、助演男優賞、監督賞、脚色賞、撮影賞、歌曲賞
- 第60回ゴールデングローブ賞
  - 受賞：作品賞(コメディ/ミュージカル部門)、主演男優賞(コメディ/ミュージカル部門)、主演女優賞(コメディ/ミュージカル部門)
  - ノミネート：助演男優賞、助演女優賞、監督賞、脚本賞
- 第56回英国アカデミー賞
  - 受賞：助演女優賞
  - ノミネート：作品賞、主演女優賞、監督賞、作曲賞、撮影賞、プロダクションデザイン賞、衣装デザイン賞、編集賞
- 第8回クリティクス・チョイス・アワード
  - 受賞：作品賞、助演女優賞、アンサンブル演技賞
- 第12回MTVムービー・アワード
  - ノミネート：助演女優賞
- 第27回日本アカデミー賞
  - 優秀外国語映画賞
- 第77回キネマ旬報ベストテン
  - 外国語映画部門第8位

## シカゴ Premium Box
2003年10月31日、ハピネット・ピクチャーズよりDVD『シカゴ Special Edition』が発売された。劇中で演奏される楽曲全ての歌詞を記したカードが封入されている他、特典ディスクにはメイキング映像やスタッフ並びにキャストへのインタビュー、劇場予告編などが収録されている。さらに『シカゴ Premium Box』も同時に発売された。先述の『Special Edition』に加えてブックレットやシステム手帳、パフューム・ボトル（香水入れ）、シガレットケース、網タイツが封入されている。

## サウンドトラック
- 2003年3月5日、ソニー・ミュージックエンタテインメントより発売

1. All That Jazz
2. Funny Honey
3. When You're Good to Mama
4. Cell Block Tango
5. All I Care About
6. We Both Reached for the Gun
7. Roxie
8. I Can't Do It Alone
9. Mister Cellophane
10. Razzle Dazzle
11. Class
12. Nowadays
13. Nowadays/Hot Honey Rag
14. I Move On